# Groisy
Groisy ist eine französische Gemeinde im Département Haute-Savoie in der Region Auvergne-Rhône-Alpes.

## Geographie
Groisy liegt auf 740 m, etwa 14 Kilometer nördlich der Stadt Annecy (Luftlinie). Die Streusiedlungsgemeinde erstreckt sich an aussichtsreicher Lage auf der Südabdachung des Hochplateaus von Bornes, zwischen den Tälern von Usses und Filière, im Genevois.
Die Fläche des 21,44 km² großen Gemeindegebiets umfasst einen Abschnitt im Bereich des Bornes-Plateaus. Die westliche Grenze verläuft entlang den Usses, einem linken Seitenfluss der Rhone, der hier in einem offenen, aber deutlich in die Umgebung eingetieften Tal fließt. Von den Usses erstreckt sich der Gemeindeboden nach Osten auf das Hochplateau von Bornes, das durchschnittlich auf 800 m liegt. Die höchste Erhebung von Groisy wird mit 874 m auf diesem Plateau erreicht, das überwiegend von Wiesland bestanden ist. Nach Südosten reicht das Gemeindeareal in das breite Tal der Filière (Zufluss des Fier) und in die Täler ihrer Seitenbäche.
Zu Groisy gehören neben dem eigentlichen Dorf auch zahlreiche Weilersiedlungen und Gehöfte, darunter:
- Vallourd (680 m)
- Boisy (675 m)
- La Gare (650 m) am Bahnhof von Groisy
- Flagy (735 m)
- Les Aires (700 m)
- Menibel (790 m)
- Moguet (825 m)
- Fontaine Vive (835 m)

Nachbargemeinden von Groisy sind Villy-le-Bouveret und Menthonnex-en-Bornes im Norden, Évires und Thorens-Glières im Osten, Les Ollières und Charvonnex im Süden sowie Villy-le-Pelloux und Cruseilles im Westen.

## Geschichte
Das Gemeindegebiet von Groisy war bereits im Neolithikum, während der Römerzeit und der Zeit der Burgunder besiedelt. Der Ortsname geht auf den gallorömischen Geschlechtsnamen Grossius zurück und bedeutet Landgut des Grossius. Im Mittelalter war Groisy Mittelpunkt einer kleinen Herrschaft, die zum Besitz der Familie Sales von Thorens gehörte.

## Sehenswürdigkeiten
Die Dorfkirche von Groisy stammt aus dem 19. Jahrhundert. Nach Beschädigungen wegen eines Erdbebens 1997 wurde sie wieder restauriert. Das Hauptgebäude des Château de Boisy, das 1314 errichtet wurde, ist erhalten. Vom ehemaligen, im Jahre 1007 gegründeten Château de Soirié sind Ruinen erhalten.

## Bevölkerung
| Jahr                       | 1962 | 1968 | 1975 | 1982 | 1990 | 1999 | 2006 |
| Einwohner                  | 1033 | 1044 | 1207 | 1659 | 2190 | 2605 | 2937 |
| Quellen: Cassini und INSEE |      |      |      |      |      |      |      |

Mit 4044 Einwohnern (Stand 1. Januar 2022) gehört Groisy zu den mittelgroßen Gemeinden des Département Haute-Savoie. Seit Beginn der 1970er Jahre wurde dank der attraktiven Wohnlage eine deutliche Bevölkerungszunahme verzeichnet.

## Wirtschaft und Infrastruktur
Groisy ist noch heute ein vorwiegend durch die Landwirtschaft geprägtes Dorf. Daneben gibt es einige Betriebe des Klein- und Mittelgewerbes. Zahlreiche Erwerbstätige sind Wegpendler, die in den größeren Ortschaften der Umgebung sowie im Raum Annecy und Genf-Annemasse ihrer Arbeit nachgehen.
Die Ortschaft liegt abseits der größeren Durchgangsstraßen an einer Departementsstraße, die von Allonzier-la-Caille nach La Roche-sur-Foron führt. Weitere Straßenverbindungen bestehen mit Cruseilles, Charvonnex und Thorens-Glières. Der nächste Anschluss an die Autobahn A41, die das Gemeindegebiet durchquert, befindet sich in einer Entfernung von rund sechs Kilometern. Groisy besitzt einen Bahnhof an der Bahnstrecke Aix-les-Bains–Annemasse. Ein weiterer Bahnhof befand sich in Les Aires.